# Droga wojewódzka nr 442

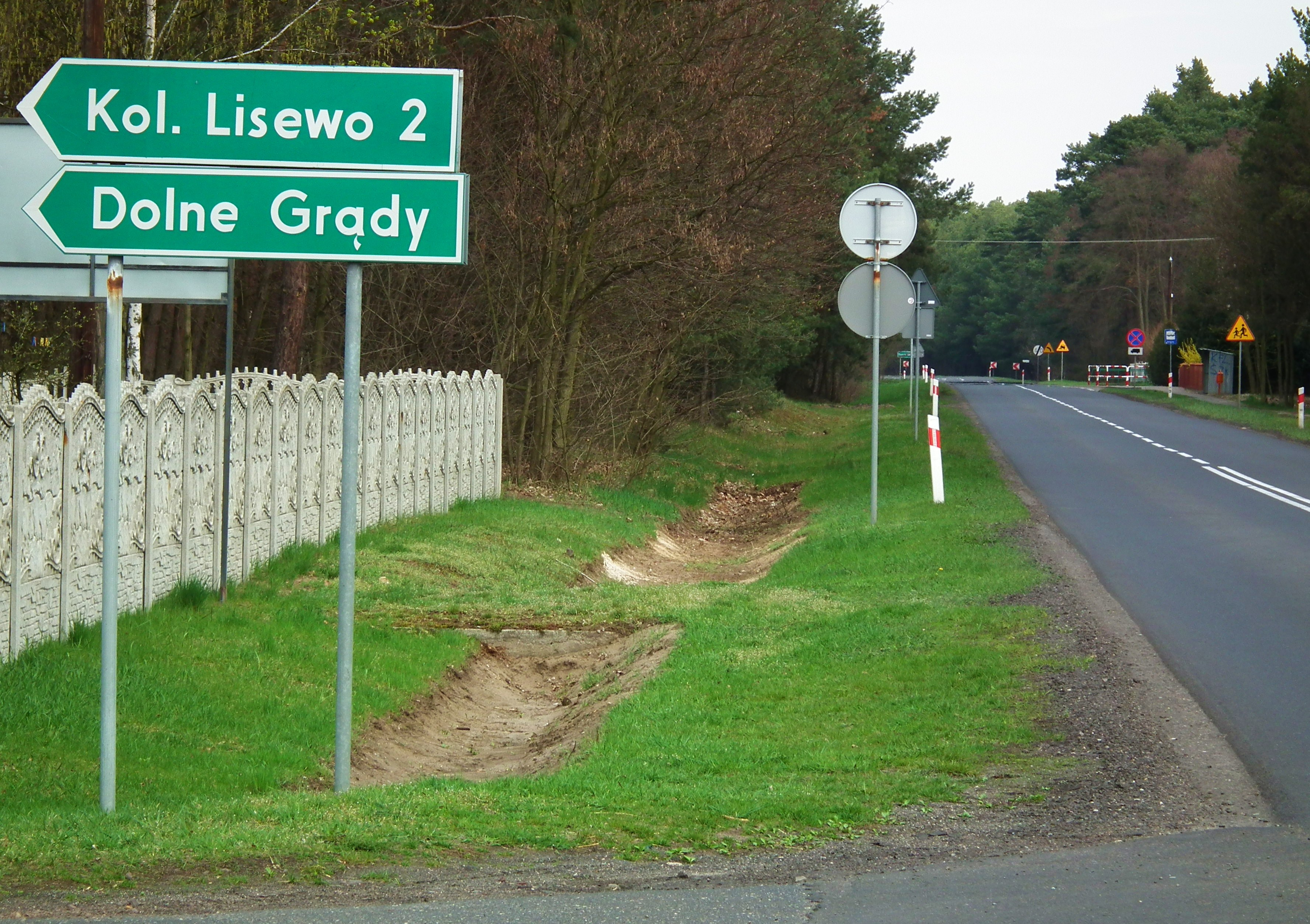
Droga w Górnych Grądach

Droga wojewódzka nr 442 (DW442) – droga wojewódzka o długości 74 km, łącząca Wrześnię z Kaliszem. Trasa ta leży na obszarze województwa wielkopolskiego i przebiega przez teren powiatów wrzesińskiego, pleszewskiego i kaliskiego.

## Ważniejsze miejscowości leżące na trasie DW442
- Września (DK15, DK92)
- Kaczanowo
- Nowa Wieś Królewska
- Grabowo Królewskie
- Kołaczkowo
- Borzykowo (DW441)
- Pyzdry (DW466)
- Dolne Grądy
- Tomice
- Czołnochów
- Gizałki (DW443)
- Ruda Wieczyńska
- Niniew
- Kwileń
- Chocz
- Stary Olesiec
- Kuźnia
- Brudzewek
- Janków II
- Jastrzębniki
- Piotrów
- Pawłówek
- Kalisz (DK12, DK25)